# Lasioglossum extraordinarium
Lasioglossum extraordinarium là một loài Hymenoptera trong họ Halictidae. Loài này được Kohl mô tả khoa học năm 1908.